# Ottokar Fischer

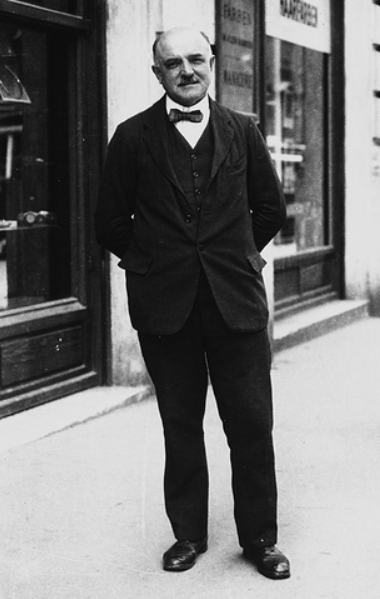
Ottokar Fischer, 1925

Ottokar Fischer (* 10. November 1873 in Leschan, Mähren; † 1. Dezember 1940 in Wien) war ein österreichischer Zauberkünstler und über lange Zeit Präsident des Magischen Klub Wien.

## Leben
Schon im Alter von zehn Jahren begann Ottokar Fischer zu zaubern, seine erste öffentliche Vorstellung gab er mit achtzehn Jahren. Ab 1898 leitete Fischer eine Zeit lang das Kratky-Baschik-Theater in Wien. Nach dem Ersten Weltkrieg widmete er sein Leben ganz der Geschichte und Erforschung der Zauberkunst, insbesondere dem Werk von Johann Nepomuk Hofzinser, dessen Kunststücke er in den beiden Büchern Das Wunderbuch der Zauberkunst (1929) und J.N. Hofzinsers Kartenkünste (1910) beschrieb.
Im Jahr 1933 wurde Fischer mit dem Johann Nepomuk Hofzinser-Gedächtnisring ausgezeichnet. 2016 wurde in Wien-Favoriten (10. Bezirk) die Ottokar-Fischer-Gasse nach ihm benannt.

## Werk
- Zu Immermanns Merlin von Ottokar Fischer. Dortmund, Fr. Wilh. Ruhfus 1909
- Das Wunderbuch der Zauberkunst Stuttgart 1929 und Wien : Friedr. Andreas Perthes, 1929, Nachdruck Zürich : Edition Olms, 1978
- Aus Eins mach Zehn ...  Wien : Saturn-Verl., 1938